# Stade municipal de Butarque
 (avril 2025).
Si vous disposez d'ouvrages ou d'articles de référence ou si vous connaissez des sites web de qualité traitant du thème abordé ici, merci de compléter l'article en donnant les références utiles à sa vérifiabilité et en les liant à la section « Notes et références ».
Le Stade municipal de Butarque (en espagnol, Estadio Municipal de Butarque) est un stade de football situé à Leganés (Communauté de Madrid, Espagne). Il a été inauguré en 1998 et peut accueillir 12 454 spectateurs.
C'est dans ce stade que le Club Deportivo Leganés dispute ses matches.

## Histoire
Le nom du stade provient du nom de la patronne de la ville, Nuestra Señora de Butarque.
La construction du stade commence en 1997 afin de remplacer l'ancien stade Luis Rodríguez de Miguel où est ensuite édifiée la Plaza Mayor de Leganés. C'est l'entreprise ACS qui se charge des travaux tandis que l'architecte est Y. León.
Le stade de Butarque est inauguré le 14 février 1998 avec un match de deuxième division opposant Leganés au Xerez CD (1 à 1, premier but inscrit par Julián Ronda).
En avril 2016, le maire de la ville Santiago Llorente annonce que la capacité du stade sera prochainement portée à 12 450 places.
Le stade accueille des matchs de Première Division pour la première fois lors de la saison 2016-2017.

## Extension
Le 29 avril 2016, le maire de Leganés, Santiago Llorente, annonce l'expansion du stade Butarque à 12 000 spectateurs ainsi que l'amélioration des installations de terrains annexes.
Au cours de l'été 2016, le stade est agrandi à 10954 spectateurs. Après avoir effectué une deuxième extension en été 2017, en ajoutant une rangée des deux côtés et des tribunes latérales, atteignant la capacité de 11454 spectateurs pour la saison 2017-18. Encore une fois, à l'été 2018, il y a eu une autre extension, cette fois en tribune principale ainsi que l'installation de 18 loges VIP, faisant grimper la capacité totale du stade à 12450 spectateurs.